# Air Comet
Air Comet (auparavant Air Plus Comet) (code AITA: A7 : code OACI : MPD) était une compagnie aérienne espagnole basée sur l'aéroport international de Madrid-Barajas.
En novembre 2009, La compagnie  est au  bord de la faillite, les salaires ne sont plus payés depuis 4 mois, la compagnie arrive tout juste à payer le kérosène pour ses avions. Ibéria dit avoir proposé à Air Comet de lui racheter plusieurs A330-200, Air Comet n'a pas donné suite. À partir du 30 novembre une grève générale a débuté dans la compagnie donnant sûrement le coup de grâce à la compagnie.
Un accord de principe a été conclu le 3 décembre 2009 avec Arnold Leonora (homme d´affaires américain d'origine hollandaise) directeur du groupe hollandais "Air Transport Group Holdings", pour un montant de 100 M€ épongeant ainsi les dettes accumulées par Air Comet.
Le 22 décembre 2009, la compagnie cesse tous ses vols. Les autorités espagnoles prévoient d'affréter quelques avions pour rapatrier les passagers entre l'Amérique latine et l'Espagne.